# João Nicolau Born
Coronel João Nicolau Born (São Pedro de Alcântara, 20 de junho de 1846 — Biguaçu, 30 de janeiro de 1911) foi um político brasileiro.
É considerado o primeiro prefeito eleito da cidade de Biguaçu, e era um dos mais influentes políticos catarinenses do século XIX.

## Biografia
Nasceu na colônia de São Pedro de Alcântara numa família inteiramente alemã. Seus pais vieram em 1828 da Alemanha no Brigue Luiza juntamente com outras diversas famílias. Tinha dois irmãos: João Francisco e João Leopoldo. Era neto por parte paterna de Johann Born e Maria Lennhardt Born e por parte materna de Antonius Zimmermann e de Maria Juklaus Zimmermann.
Criado sob uma rígida educação, cresceu capinando a roça e as plantações da fazenda da família. Em 1866, casou-se com Carolina Leopoldina Álvares da Silva. [carece de fontes?]
Mudou-se com a família para a então vila de São Miguel da Terra Firme (atual Biguaçu), onde conquistou fortuna e prestígio.
Como comerciante, construiu a primeira casa do comércio da vila e assim elegeu-se vereador participando da Legislatura 1873 a 1876. 
Reelegeu-se por três oportunidades até conquistar a presidência da casa em 1887. 
Era do partido Conservador, mas após a Proclamação da República, tornou-se membro do partido Republicano.[carece de fontes?]
Foi eleito Superintendente da cidade em 1895, cargo correspondente a prefeito.  Governou entre 1895 e 1898 e nesse período a sede do município deixa de ser São Miguel da Terra Firme e passa a ser Biguaçu, feito conquistado graças a amizade do político com o governador Coronel Antônio Moreira César.
Por ser um grande proprietário de terras, rico comerciante e líder político, comprou ainda no período imperial o título de Coronel da Guarda Nacional, o qual ostentou durante toda a sua vida.[carece de fontes?]
Em seu casarão (Casarão Born), hoje tombado pelo patrimônio histórico, era o local de encontro da alta sociedade catarinense e onde diversas decisões foram tomadas.[carece de fontes?]
Vários de seus descendentes seguiram a carreira política como seu filho Alfredo da Silva Born, que foi também prefeito de Biguaçu (1911-1914), e seu trineto, o deputado Marcos Vieira.
Faleceu em 30 de janeiro de 1911.

## Representação na cultura
É patrono da cadeira 20 na Academia de Letras de Biguaçu.